# Edwin Higgins
Edwin P. Higgins (* im 19. Jahrhundert) war ein US-amerikanischer Politiker, der von 1867 bis 1869 das Amt des Secretary of the Territory im Utah-Territorium bekleidete. Ferner war er vom 21. Dezember 1869 bis in den Januar 1870 kommissarischer Gouverneur des Territoriums.